# Dorea ammoniilytica
Dorea ammoniilytica es una especie de bacteria grampositiva del género Dorea. Fue descrita en el año 2022. Su etimología hace referencia a degradación de amoníaco. Es anaerobia estricta. Produce acetato, butirato y propionato. Tiene un contenido de G+C de 43,3%. Se ha aislado de heces humanos sanos.